# الکساندر شاانوف
الکساندر شاانوف (اوکراینی: Олександр Іванович Щанов؛ ۱۳ ژوئیهٔ ۱۹۲۴ – ۶ نوامبر ۲۰۰۹) بازیکن فوتبال اهل اتحاد جماهیر شوروی سوسیالیستی بود.
از باشگاه‌هایی که در آن بازی کرده‌است می‌توان به باشگاه فوتبال دینامو کی‌یف اشاره کرد.